# バドミントン

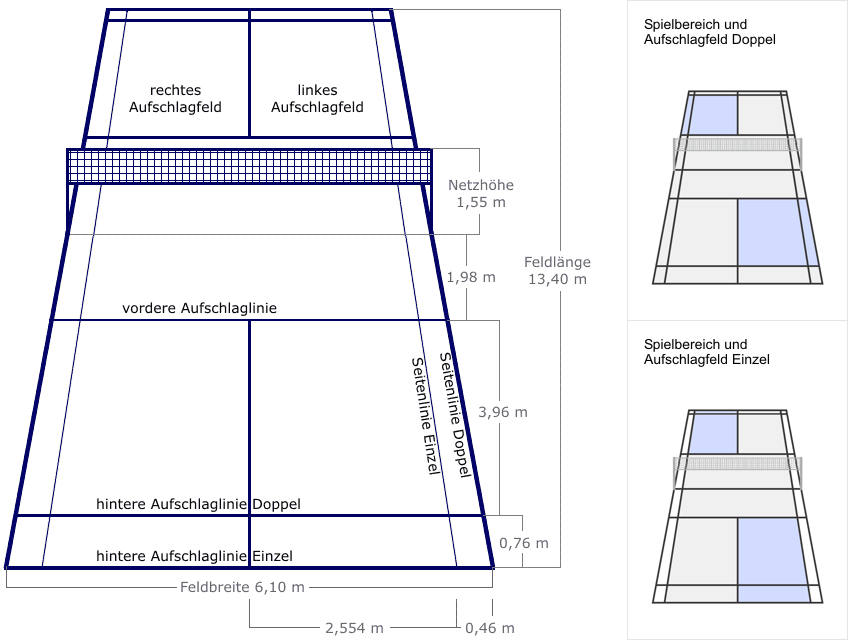
バドミントンのコート
奥行き：13.4m
幅：6.1m（ダブルス）、5.18m（シングルス）
ネットの高さ：ネットポストの部分で1.55m、中央部で1.524m

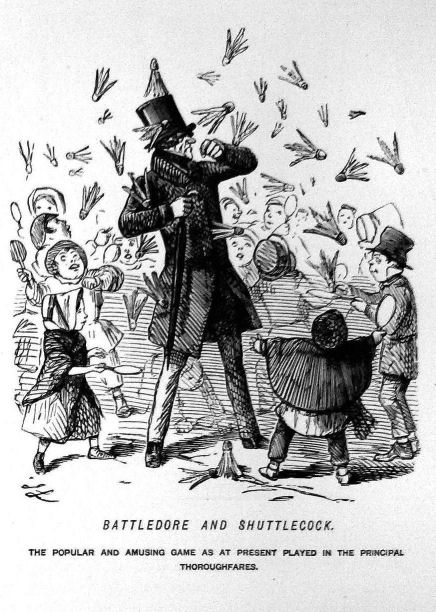
バドミントンが登場する、1854年に描かれた漫画

バドミントン（英: badminton 英語発音: [ˈbædmɪntən]）は、ネットを隔てて二つに分けられたコートの両側にプレーヤーが位置し、シャトル（シャトルコック）をラケットを使って打ち合い、得点を競うネット形のスポーツである。誤って「バトミントン」と呼ばれることが多いが、正しくは「バドミントン (badminton)」である。また、打球は最速初速565km/hであり、最速のスポーツとしてギネスブックに認定されている。羽球（うきゅう）と称する場合もある。「バドミントン」の名前はイギリスの貴族ボーフォート公爵サマセット家の邸宅バドミントン・ハウスに由来する。
競技には球は使われないが、球技に分類される。また、シャトルコックのことを「球」と呼ぶ。

## 特徴
- 半球状のコルクに水鳥等の羽を接着剤などで固定した『シャトル（シャトルコック）』を打ち合う。近年は、プラスチック製やナイロンの合成球を使うこともあるが、大会などの公式戦では使われない。
- 球技の中で打球の初速がもっとも速いことで、ギネスブックに認定されている。スマッシュの初速は、最速で時速493kmに達する。また打球が相手コートに届くまでに空気抵抗を受けて急激に速度が低下するため、初速と終速の差が著しいことも特徴である。
- 身体的にはシャトルやラケットが軽量であるためテニスに比べ筋力の影響は少ないが、相手との距離が近く球速も速いため、フットワークと動体視力が重要となる。また、緩急を使い分けるさまざまなショットの技術も必要である。距離は短いが素早く動き続けることから持久力も必要となる。
- 心理的には対戦相手との駆け引き、ダブルスの場合はペアとのコンビネーションなどの要素が絡むが、球速と距離により判断のための時間が短いため、状況を素早く判断する必要がある。
- 風の影響を非常に受けやすい、強風時のプレーは非常に困難である。公式試合では建物を締め切り、空調を停止させる。
- レクリエーションとしては、スマッシュを使わなければ球速が遅く羽により滞空時間も長いため、瞬発力や動体視力はさほど必要とされず、気軽に楽しむことができる。テニスと比べると球が軽いため筋力も必要とされず、卓球と比べても球の挙動が安定している。

## ルール

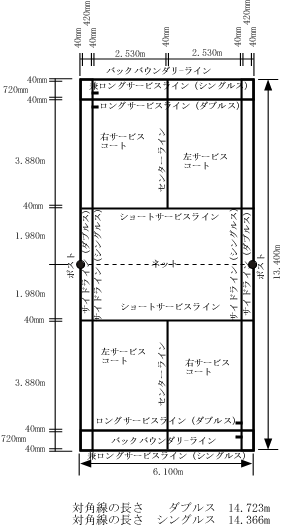
バドミントンのコートと各線の名称

### 試合の進行
- プレーが始まる前に「サービスをするかレシーブをするか」または「コートのどちらのエンドを選ぶか」の選択権をトスによって決める。トスに勝ったサイドが先にどちらかを選び、負けたサイドは、残りから選択する。国際大会ではコイントスを行うが、日本では、一般にじゃんけん等で決められる場合がある。
- 試合は、シングルス、ダブルスともに、2ゲーム先取の3ゲームマッチ。それぞれラリーポイントの21点先取した側が1ゲームを得る[5]。ただし20-20になった場合は延長となり、以降どちらかが2点差をつけるか、もしくは30点に達するまで行われる。即ち、29-29となった場合は次に得点した側がそのゲームを得ることになる。
- すべてのラリーはサービスから始める。サービスは、トスの直後を除いて1つ前のラリーに勝ったサイドが行う。よって、第2ゲームと第3ゲームの初めは、直前のゲームの勝者サイドが行う。
- シングルス、ダブルスともに、1ゲーム終了ごとにチェンジエンド（プレイするコートのエンド交換）を行う。3ゲーム目まで試合が続いた場合、2ゲーム目終了直後のチェンジエンドに加え、どちらかが11点先取した時に、チェンジエンドを行う。
- 決められた相手コート内にシャトルを落とすか、相手がフォルト（反則）を取られた場合、1点を得る。
- 主審の判定は、最終的なもので、質問は許されても抗議は認められない。

### サービス
- サービスでは、シャトルの台を打たなければならない。
- ラケットで打たれる瞬間、シャトル全体が115cm以下で打たなければならない。
- サービスを行うときに両足を地面から離してはならない。
- サーバーは、コートのライン内でサービスを行う。
- 意図的にサービスを遅らせてはならない。
- 空振りをしてはならない。

### コート
- シングルスでは内側のサイドラインを使用し、ダブルスでは外側のサイドラインを使用する。
- サービスは、サーバーから見て対角線側のコートに打つ。このとき、シングルスではショートサービスラインからバックバウンダリーライン、ダブルスではショートサービスラインからダブルス用のロングサービスラインの間にシャトルが落下するよう、それぞれ打たなければならない。

### サービス時の位置
シングルス
- サービス側の点数が偶数（0点を含む）のときは、右側から対角線側へサービスを行う。サービス側の点数が奇数のときは、左側から対角線側へサービスを行う。
- 以降、得点した側がサービスを行う（点数が偶数のときは右側から、奇数のときは左側から）。

ダブルス
- ゲーム開始（0点）時は、右側の選手が右側から対角線側へサービスを行う。
- サービス側が得点した場合、同じ選手が左右を変えて、対角線側へサービスを行う。
- レシーブ側が得点した場合、レシーブ側が新たにサービスを行う。自ペアの点数が偶数のときはレシーブ時に右側にいた選手が右側から対角線側へサービスを行い、自ペアの点数が奇数のときは左側にいた選手が左側から対角線側へサービスを行う。

以上をまとめると、点数が偶数のときは右側の選手が、奇数のときは左側の選手がサービスを行い、連続してサービスを行うことになった場合は左右を入れ替え同じ選手がサービスを行う。

### インターバル
- 各ゲームどちらかの点数が11点に達したときは60秒以内、ゲームとゲームの間には120秒以内のインターバルをとることができる。
- 各インターバル以外でコート外に出ることは、故障等のやむを得ない場合を除き、基本的に認められない。ただし手の汗を拭いたり、破損したラケットを交換することは認められる。

### 審判

#### 主審
- 線審がジャッジできなかった場合にインかアウトの判断をする。
- サービスの場合「サービスオーバー」とコールする。
- 「サービスオーバー」とは、サーブが変わるという意味を表す。

#### 線審
- インかアウトの判断をする。
- インの場合は真っ直ぐ手をあげるが、アウトの場合は手を両手に広げて大きい声で「アウト」と言う。

#### 得点
- 0は、「ラブ」と言い表す。たとえば、1点どちらかが入り、0対1になったら「ワンラブ」と言う（1以降は英語で言う）。
- 3対1から3対2になった場合は、大きい方の数字ではなく「トゥースリー」と、得点が入った方を先に言う。
- 1対1と同点になった場合は、「ワンオール」と、2回目に言う数字を「オール」と言う。
- サーブ権が変わった場合は「サービスオーバー」という言葉の後に得点を言う。

## 用具
バドミントンで使用される用具は以下の通りである。特に断りがない限り、競技用のものについて述べる。

### シャトル（シャトルコック）

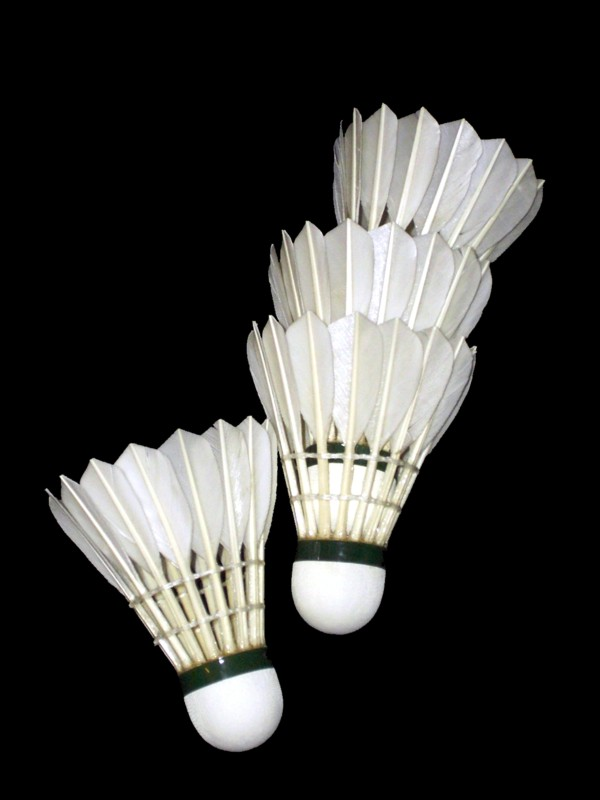
バドミントンのシャトル

「羽（羽根）」または「シャトル」と呼ばれることが多い。シャトルコックという名前は以前鶏（コック）の羽で作られていたころの名残である。現在は試合球、練習球においても鶏の羽根のシャトルはほとんど使われていない。競技規則には、シャトルコックではなく、シャトルと記載されている。
- 競技用に主として使用されている物は、主に食用のガチョウの羽（羽軸が強く、丈夫。中でも次列風切という部位が最適）とコルクから作られていて、各羽は樹脂で固められている。安価なシャトルはアヒルの羽によって作られている物もある。卓球、テニスボールのように羽根を蛍光色に着色したものもナイロン製では古くからあったが、最近では鳥の羽製のものでも存在する。また動体視力を鍛える練習球として、黒ガチョウの羽根を使用したシャトルも一部メーカーが販売している。
- コルク部分に羽根を埋め込み、軸を糸で留めたあと、接着剤で固定する。
- 1本でも羽が折れれば正しい軌道で飛ばなくなる。最近では、練習用に羽だけ部分的に交換できるものも販売されている。一般に壊れたシャトルは、ノック練習等でボロボロになるまで再利用されたあと、廃棄される。かつて、経済的に苦しいチームは、ニカワ・木工用ボンドなどで補強再生して使用していた。
- 気温や湿度の変化による空気抵抗の差により、飛距離が変化しやすい。具体的には、気温が高く湿度が低いときはよく飛び、逆に気温が低く湿度が高いときは飛ばなくなる。バドミントンの試合前に温度などを測り、常に同じ飛びのシャトルでプレーできるように、同じ銘柄のシャトルでも飛距離の違うものが数種類ずつ製造されている。
- かつては、選手が羽の内側にラケットのグリップエンドや自分の肘を押し込み、羽を外側に広げ、改造する行為の場面が見られた。これは、シャトルが飛び過ぎる場合、空気抵抗を故意に上げ、標準のフライトに近づけるためである。
- 価格は、安価なもので1球数十円ほど、最高級品では1球400円近いものもある。1ダース単位で筒状のケースに入った状態で売られている。多くのメーカーでは、使用する羽の種類や、質などにより、細かく等級を定めており、大きな価格差がある。
- 世界のシャトルの9割以上は中国で生産されている。
- 材料（ガチョウ、アヒルの羽）と生産地（中国）の関係で、2005年から2006年に鳥インフルエンザが流行した際には、現地で食用ガチョウが大量に処分された。その影響で各メーカーが販売価格を値上げした。
- 高品質のシャトルとそうでないものとでは、飛行精度や強度が大きく異なる。

#### 規格・規定
- 重量約5g、長さ約10cm。羽根の枚数は16枚。羽根の先端（コルクとは逆側）は5mmから6mmで、円形でなければならない。コルクの直径は35mmから28mmで、先は丸くすると規定されている。
- 日本バドミントン協会では、「第一種検定合格球」「第二種検定合格球」という等級を定めている。「第一種検定合格球」とは、日本バドミントン協会が主催する大会およびその予選で使用できるシャトルコックであり、 「第二種検定合格球」とは、日本バドミントン協会の加盟団体が単独で開催する競技大会で使用を認められているシャトルである。
- 「第一種検定合格球」をさらに厳密に分けると、全国大会、国体競技で使用できる「第一種合格水鳥シャトル」と、開催地都道府県協会が使用できる「第一種合格水鳥シャトル開催地選択品」がある。2006年度、「第一種合格水鳥シャトル」には6メーカー6銘柄、「第一種合格水鳥シャトル開催地選択品」には17メーカー22銘柄が認定された。

#### ナイロン製シャトル
1980年代日本では、中学生の大会等で費用の問題からナイロンシャトルが公式採用されていたが、打球感などが羽毛球と異なり軽いことや、いずれ世界を目指すジュニア選手は、早くから羽毛球に慣れ親しんだ方が育成につながること、また、最近では安価の羽毛球も多く販売されていることから、現在は試合でも練習でもほとんど使われていない。しかし、寒冷地などでは検定より温度が下がるため使用されている。
ただし、前述の鳥インフルエンザ等の影響から、数十年後には水鳥の羽根の安定した供給が望めなくなることが示唆されており、また高価なシャトルの使用が新規プレイヤー獲得の妨げとなっているという意見もあることから、将来的にナイロンなどの人工素材シャトルを公式球として使用することになる可能性がある。
ナイロン製は羽毛球に比べ、減速度合いが低い（飛び過ぎる）傾向があり、羽毛球と比べ若干の放物線の違いがある。誕生から数十年経過しており、長年の製造技術・開発力で羽毛球に類似させることは可能と思われるが、ナイロン製への移行が進んでいないのが現状である。
ヨネックスでは安価で耐久性の高いナイロン製をスマッシュの打ち込みなど消耗しやすい用途に使うなど、特性を活かした練習メニューを公開している。

### ラケット
バドミントンのラケットは、テニスやスカッシュのそれと同じように、フレームにストリング（ガット）を張ったフェースと呼ばれる部分で球を打つ構造となっている。以前はフレーム部分が木製でたいへん重く、木材の歪みを防止するために、使用後は専用の器具で固定しておかなければならなかった。ストリングには動物の内臓など（通常ヒツジの腸、ストリングの別名のガット（英語で内臓の意）の語源でもある）が使われていた。今日では技術の進歩により、以下のようになっている。

#### フレーム
- 全長で680mm以内、幅は230mm以内と規定されており[8]、そのうちヘッド部分は長さ330mm以内、幅230mm以内とされている[8]。
- カーボン繊維を中心に、複合素材としてチタンなどの金属が使われている。後者は主にラケットヘッドのねじれを低減したり、重量バランスを調整したりする用途で用いられる場合が多い。ケブラーなどの素材が使われているものもある。
- 木製→金属製→カーボン製と材質が軽量化、高弾性化したことで、選手のフォームが肩を中心としたスイングから手首や指を使うものへと変化し、その結果、打球やゲーム展開が高速化した。また、ストリングを高テンション（張りの強さ）で張れるようになった。
- ヘッドとシャフトをつなぐ部分をスロートという[8]。金属製のラケットはヘッドとシャフトが別々になっているものが多く、そのようなものはT字型の部品で固定されている。フレームとシャフトが異種素材であるものも同様である。ただしこのようなラケットは、消耗とともに抜けやすくなる。
- 従来の卵形のヘッドのラケットのほかに、ヘッドの形状をやや四角型に成型し、中央部のストリングスが長い部分を増やすことで、スイートスポットと呼ばれる快適に打つことができる部分を広げたラケットが、各メーカーで製造されている。現在では、後者がむしろ主流となりつつある。
- 近年、ナノテクノロジーやチタン合金を採用した高反発、軽量なラケットも登場している。

#### ストリング（ガット）
- ストリングが張ってある部分をストリングド・エリアという。ストリングド・エリアの部分の大きさは、縦280mm以内、横220mm以内と規定されている[8]。ただし、ストリングスを張って拡がったエリアの幅が35mm以内で、ストリングド・エリアの縦の長さが330mm以内になっているという条件を満たしているときに限り、ストリングスをスロート部分に拡げて張ることが認められている[8]。
- ナイロンなどの化学繊維を細かく編んだものが主に用いられ、金属音に近い高い打球音を好むプレーヤーのためチタンなどの金属素材を配合したものも販売されている。
- ストリングのテンションは低くて20ポンド弱、高くて30ポンド強（YONEX最高35lbs）である。高テンションで張ると打球音がよくなり、インパクト時のブレが少なくなるためコントロール性が向上するが、ある程度パワーや技術がはければシャトルが飛ばなくなり（スイートスポットが狭くなる）、また肘などへの反動も大きくなるため、上級者ほど高テンションで張ったラケットを使う傾向がある。ただしプレースタイルにもよる。
- ストリングは基本的に縦糸・横糸ともに22本ずつであり、縦糸の左右最後の一本は穴（グロメットホール）を一本飛ばして通す。ただし検定品でない安価なラケットの場合はストリングの本数がいい加減なものもある。ヨーロッパのラケットで日本に進出したもので縦横24本ずつのものもある（検定品）。

#### ハンドル（グリップ）
- 多くは木製で、それを土台としてシャフトを埋め込み、釘で固定してある。
- ハンドル（手で握る部分）にはほとんどの場合、合成レザーのグリップテープが最初から巻かれている。ただしグリップ性能の問題からそのままの状態で使用するプレーヤーは少なく、レザーの上にポリウレタン等でできた別売りのグリップテープ（オーバーグリップ）を重ねて巻く人が多い。

##### オーバーグリップ
オーバーグリップは、大別してポリウレタン製のものとタオル地のものとに大別される。
ポリウレタン製
よく延びるため太さの調節もしやすく、糊などは使わずにテープ一枚で固定できることから取り替えも手軽であるため、多くのプレーヤーが使用している。中にはフィット感を高めるために、ウレタンの凸凹がついているものもある。
タオル地
表面がタオル上の布の裏に両面テープがついており、それをハンドル部分に貼り付けて使用する。汗をよく吸うため、手のひらに汗をよくかく人が好んで使う。また使っているうちに、タオルが手の形になじんでくる点も好まれている。ただし使っているうちに硬くなるので、耐久性の面ではポリウレタン製に劣るが、グリップパウダーを使用すると改善されることが多い。

### ウェア（ユニフォーム）
バドミントン競技は、動きが激しく、また、それにより多くの発汗を伴うため、伸縮性・吸湿性・速乾性・防臭性などが優れた高機能素材のウェアが好まれ、選ばれている。
ウエアの色や柄に制限はない。以前は白地でなければならないなどのルールがあったため、非常に地味でファッション性の乏しいウェアが多かったが、規制が緩和されたことでカラフルなウェアを使用でき、使用している選手も多くいる。ただし、日本国内の公式大会では日本バドミントン協会の検定審査合格品を着用することとされている。
2000年代初頭まではショートパンツは前ファスナーつきのものが多かったが、現在はジャージ形式のものが主流である。
ウエア前面には1行の文字列（チーム名またはスポンサー名のいずれか）と番号の表示（背番号と同一とすること）が認められている。
ウエア背面には3行までの文字列の表示が認められており、プレイヤー名、チーム名、スポンサー名、都道府県名を表示できるが、これらは項目ごとに別の行に表示しなければならず同一行に異なる項目を並べてはならない。背番号（2桁以内）は文字列の中央下に表示しなければならない。
各行の文字列はウエアの前面・背面ともに高さ6～10cm、横30cm以内でなければならない。
ウエアの左右襟、左右袖、前面（計5か所）のいずれか3か所にはスポンサーロゴ、チーム名、プレーヤー名を1個ずつ表示することができる（メーカーロゴはその数に含まれない）。

### シューズ
バドミントンはストップ&ダッシュの連続でフットワークの技術も特殊であるため、ほとんどの場合で専用の屋内用シューズを使用する。特に踵の部分のショック吸収性と、左右の動きで生じるズレやつぶれなどに対する強さに重点を置いているものが多い。特徴として、ほかのスニーカーに見られない「シャンク」という合成樹脂製のパーツがソールに埋め込まれており、一般的な靴で言われる「反り」（かえり）がよくなるように設計されており、ソールを見ただけでそれと分かる。

## 技術

1.ヘアピン 2.ロブ 3.ドロップ4.ハイクリア5.スマッシュ

バドミントンにおいて必要な技術は、ラケットでシャトルを打つ技術（ラケットワーク）と、無駄のない動きで素早く追いつくための技術（フットワーク）である。
優秀な選手としては、素早い反射神経、素早い手と目の連動性、優れた柔軟性、十分な肺活量、強い筋力が必要だ。

## 歴史

### バドミントンの誕生
諸説あるものの、もっとも有力とされている説は次の通り。元々は、イギリス植民地時代のインドのプーナで、1830年代に行われていた、奴隷達による皮の球をラケットでネット越しに打ち合う「プーナ（Poona）」という遊びを、インド帰りのアメリカ人兵士（イギリス人とインド人の混血とも言われる）が、1873年に本国に伝えたのが始まりとされる。その兵士は、プーナを紹介するためにシャンパンの栓に鳥の羽根を刺したものを用い、それをテニスのラケットで打って見せたという。紹介されたのが、イギリスのグロスタシャーにあるボーフォート公爵サマセット家の邸宅バドミントン・ハウスであったため、バドミントンという名称がついた（ただし、1870年代にはかなり進んだバドミントンルールが存在したことなどから、この起源説に対し、疑問を持つ者も少なくない。スポーツの起源というものは、往々にして脚色されがちである）。いずれにせよ、現在の国際的流行の下地を作ったのはイギリスである。
イギリスにはバトルドア・アンド・シャトルコックという、シャトルコックに似た球を打ち合う遊びが、プーナ伝来よりも前から伝わっている。その競技の性質や、名前などから、バトルドア・アンド・シャトルコックが次第にバドミントンへと変化していったという説も信憑性が高い。初期のバドミントンはバドミントン・バトルドアと称していることも、この説を裏づける。
1895年ごろのアメリカでは、YMCAからインドに派遣されていたマッコノーイによりミントン（minton）と呼ばれるバドミントンに類似した5人制のスポーツが紹介されていた。ウィリアム・G・モーガンはこれを元にミントネット（Mintonette）というボールを打ち合うスポーツを考案、これはバドミントンやテニスなどのルールを取り入れた球技で、後にバレーボールと命名された。
様々な説があるが、1860年代-1870年代ごろにインドから紹介されたスポーツを元にイギリスで普及した。
その後ルール統一の必要性から、1893年イギリスにバドミントン協会が誕生。プレーする人数や、コートの広さ、マッチまでの得点などが様々だったが、これ以後、ルールの統一が進んでいく。当時のバドミントンは、バックバウンダリーラインから、ネットに向けて狭くなっていく、バスケットボールのフリースローレーンのような形のコートを2つ合わせたような形であった。これは、バドミントン荘がそのような形状であったから、というのが定説である。
1899年にはロンドンで第一回全英オープンが行われ、1921年にカナダ、1930年にデンマーク、オランダ、フランスにバドミントン協会が設立され、そして1934年に世界バドミントン連盟が誕生した。
1972年のミュンヘンオリンピックにて公開競技として行われた後、その次のモントリオールオリンピックから正式競技になるとの観測があったが、中国が脱退するなどして国際バドミントン連盟が分裂する事態が起こり、立ち消えとなったことがある。
オリンピックの方が注目されがちだが、オリンピックや世界選手権よりも上記の全英オープン、国別対抗団体戦のトマス杯、ユーバー杯の方が長い歴史と伝統を誇る。

### 各国での普及
イギリスから世界に広まった競技であるため旧植民地（イギリス連邦）で普及しており、コモンウェルスゲームズにも含まれている。このほかにもデンマークやオランダ、その旧植民地でも行われており、植民地が多い東南アジアでは人気が高い。特にイギリス領だったマレーシアとオランダ領だったインドネシアでは国技であり、インドネシアはオリンピックで獲得したメダルの半分以上がバドミントンによるものである。日本、中国、韓国など1950年代から競技が本格化した国からもトップ選手が誕生しており、アジアでは人気スポーツとなっている。一方、イギリスを含む欧米ではデンマークとオランダ以外では人気が低迷し選手層が薄く、2016年リオデジャネイロオリンピック開幕時点での女子シングルス世界ランキングの上位25位以内に非アジア国籍の選手は4人（1人は香港出身）という状況であるなど、近年の国際大会ではイギリス、デンマーク、オランダ、スペイン以外はアジア勢が上位を占めている。

#### 日本
日本では1921年、横浜YMCAの体育主事をしていた広田兼敏が名誉主事のアメリカ人スネードから用具一式を寄贈されたことが始まりとされている。広田はその後、在日欧米人よりバドミントンについて学び、1933年に横浜YMCAの体育活動に取り入れ、1937年にはバドミントンクラブを設置したと言われる。
その後、第二次世界大戦のために普及活動は停滞するが、1946年、終戦後早々と各地のYMCAなどのクラブチームはバドミントンを再開した。同年、11月2日、日本バドミントン協会が設立される。1948年、第1回全日本総合バドミントン選手権大会開催、日本体育協会に参加。1949年、第4回国民体育大会の競技種目となり、1950年第一回全日本学生バドミントン選手権開催、1951年第1回全国高等学校体育大会バドミントン競技大会開催、第1回実業団バドミントン選手権開催、1952年国際バドミントン連盟加盟し、急速にバドミントンは普及する。
1954年、男子チームが初の国際大会となる第3回トマス杯大会アジア地区予選に出場した。女子チームは湯木博恵などを中心に1965年-1966年、1968年-1969年、1971年-1972年、1977年-1978年、1980年-1981年に、もっとも権威ある国際大会の一つであるユーバー杯で優勝するという快挙を成し遂げた。また、公開競技として行われた1972年のミュンヘンオリンピックにおいて女子シングルスに出場した中山紀子が金メダル、湯木博恵が銅メダルを獲得。さらに1988年のソウルオリンピックにおいて女子シングルスに出場した北田スミ子、男子ダブルスに出場した松野修二・松浦進二ペアが銅メダルを獲得している。
1992年のバルセロナオリンピックにて正式種目として採用されてからはしばらくメダルを獲得できなかったが、2008年の北京オリンピックで女子ダブルスに出場した末綱聡子・前田美順ペア（スエマエ）がベスト4入りを果たすと、2012年のロンドンオリンピックで同種目に出場した藤井瑞希・垣岩令佳ペア（フジカキ）が銀メダルを獲得。そして、2016年のリオデジャネイロオリンピックで高橋礼華・松友美佐紀ペア（タカマツ）がオリンピックで日本初の金メダルを獲得した。
社会人の大会としてはバドミントンS/Jリーグがある。

### 近年のバドミントン
1972年のミュンヘンオリンピック、1988年のソウルオリンピックでは、公開競技として行われた。1992年のバルセロナオリンピックより正式競技種目として採用された（混合ダブルスは1996年のアトランタ大会から）。国際バドミントン連盟（IBF）は、オリンピック種目として生き残ることを視野に、2000年から 7点5ゲーム・サイドアウト制の試行を始めた。この得点システムは2002年6月に見直され、元の15点（女子シングルスは11点）3ゲーム・サイドアウト制に戻された。2003年3月に、イングランドの呼びかけで開かれた IBF臨時総会では、9点5ゲーム制、女子種目と混合ダブルスの11点3ゲーム制（いずれもサイドアウト制）などが検討されたが、再び旧ルールに戻る結末を迎えた。2005年は、IBFの提案により、ラリーポイント制について、実験的採用が行われた年となった。2006年5月6日、トマス杯ユーバー杯開催中の日本の東京で開かれた IBF年次総会において、21点ラリーポイント制の得点システムが加盟各国理事に満場一致で支持され、IBFの世界ランキング大会は、これで行われることが正式に決定した。
2006年9月、国際バドミントン連盟は、世界選手権開催中のスペインのマドリードで開かれた臨時総会において、名称を「世界バドミントン連盟（Badminton World Federation）」に変更することを決め、発表した。
屋内競技ではあるがシャトルは非常に軽いため、バレーボールなどでは無視できる空調の弱い風や室温にも影響を受ける。このためプロ選手は競技会場の大きさや吹き出し口からの距離、設定温度による変化を把握するため、事前に入念なチェックを行うようになった。屋内の空気を効率的に調整でき、低コストなバドミントン用のエアドーム（air dome）も発明された。
障害者スポーツ（パラスポーツ）として、バドミントンから派生したパラバドミントンがある。パラバドミントンは、2020年東京パラリンピックからパラリンピックの正式種目に採用されることになった。

## 主要な大会

### 国際大会
- 世界バドミントン選手権大会
- 世界ジュニアバドミントン選手権大会
- 世界学生バドミントン選手権大会
- 世界シニアバドミントン選手権大会
- トマス杯（男子国別対抗団体戦）
- ユーバー杯（女子国別対抗団体戦）
- スディルマンカップ（男女混合国別対抗団体戦）
- BWFワールドツアー
  - 全英オープン
  - ワールドツアーファイナルズ
  - インドネシア・オープン
  - 中国オープン
  - 他
- アジア大会
- 東アジア大会
- 大阪インターナショナルチャレンジ

### 全国大会
- 全日本総合バドミントン選手権大会
- 日本ランキングサーキット大会
- 全日本社会人バドミントン選手権大会
- 全日本シニアバドミントン選手権大会
- 全日本ジュニアバドミントン選手権大会
- 全日本実業団バドミントン選手権大会
- 全日本教職員バドミントン選手権大会
- 全日本学生バドミントン選手権大会
- 全日本レディースバドミントン選手権大会
- 日本バドミントンジュニアグランプリ
- 全国高等学校バドミントン選手権大会
- 全国高等学校選抜バドミントン大会
- 全日本高等専門学校バドミントン選手権大会
- 全国中学校バドミントン大会
- 全日本中学生バドミントン選手権大会
- 全国小学生ABCバドミントン大会
- 全国小学生バドミントン選手権大会
- 若葉カップ全国小学生バドミントン大会
- バドミントンS/Jリーグ（実業団クラブ対抗・団体戦）
- バドミントン日本リーグ（実業団対抗・団体戦）
- 国民体育大会（県対抗・団体戦）
- 日本スポーツマスターズ
- 全国スポーツ・レクリエーション祭
- 全国青年大会
- 全国スポーツ祭典

### 団体
- Badminton World Federation(BWF) 世界バドミントン連盟 （英語）
  - BWF TV - BWF の公式生チャンネル(YouTube) （英語）
- Parabadminton World Federation(PBWF) 世界障害者バドミントン連盟 （英語）
- 公益財団法人日本バドミントン協会
- S/JIIリーグ・チャレンジリーグ
- 日本実業団バドミントン連盟
- 日本教職員バドミントン連盟
- 全日本学生バドミントン連盟
- 全国高等学校体育連盟バドミントン専門部
- 日本中学校体育連盟バドミントン専門部
- 日本小学生バドミントン連盟
- 日本社会人クラブバドミントン連盟
- 日本レディースバドミントン連盟
- 日本パラバドミントン連盟

### ルールなど
- 競技ルール - 日本バドミントン協会
- 詳しいバドミントン新ルール解説 - BIPROGY実業団バドミントン部
- バドミントンルール百科
- バドミントンシャトル百科
- バドミントン初心者ガイド

### その他
- 日本オリンピック委員会（バドミントン）